# Zekri
Zekri (în arabă زكرى) este o comună din provincia Tizi Ouzou, Algeria.
Populația comunei este de 3.286 de locuitori (2008).